# John Bruton
John Gerard Bruton, född 18 maj 1947 i Dunboyne, County Meath, död 6 februari 2024 i Dublin, var en irländsk politiker och diplomat, och var Irlands taoiseach (premiärminister) 1994–1997. Bruton satt i Oireachtas (Irlands parlament) underhus Dáil Éireann 1969–2004.